# Alan Dressler
Alan Michael Dressler (né le 23 mars 1948) est un astronome américain travaillant à la Carnegie Institution for Science de Washington. Il a écrit Voyage To The Great Attractor: Exploring Intergalactic Space .
Dressler est né à Cincinnati, Ohio, où il est diplômé du Walnut Hills High School  en 1966, il a obtenu son baccalauréat en physique en 1970 à l'université de Californie à Berkeley et son doctorat en astronomie en 1976 de l'université de Californie à Santa Cruz. Ses principaux travaux portent sur la cosmologie, la naissance et l'évolution des galaxies, l'instrumentation astronomique et l'astronomie extragalactique.
De 1993 à 1995, Dressler a présidé le comité de l' Association des Universités pour la Recherche en Astronomie (AURA) "HST & Beyond: Exploration and the Search for Origins" qui a fourni à la NASA le document A Vision for Ultraviolet-Optical-Infrared Space Astronomy. Il était membre de l'équipe Nuker et de la collaboration Morphs qui ont étudié l'évolution des galaxies spirales à l'aide des télescopes Magellan et du télescope spatial Hubble. Dressler a été président du sous-comité sur les origines (OS) de la NASA de 2000 à 2003, mais a refusé de devenir membre de la revue des enquêtes sur les objets géocroiseurs et des stratégies d'atténuation des risques, panneau d'enquête / détection. Dressler travaille actuellement sur le Inamori Magellan Areal Camera and Spectrograph (IMACS) Cluster Building Survey qui étudie l'évolution des structures et des populations stellaires dans des amas de galaxies lointaines, ce qui signifie que les événements observés ont eu lieu il y a quatre à sept milliards d'années. Il est également membre de l'équipe de définition scientifique et technologique du coronographe Terrestrial Planet Finder. 

## Récompenses
En 1983, Dressler a reçu le prix Newton Lacy Pierce en astronomie de l'Union américaine d'astronomie.  Il a été élu à l'Académie nationale des sciences des États-Unis dans le domaine de l'astronomie en 1996. En 1999, il a reçu la médaille du service public de la NASA.

## Remarques
1. ↑  Dressler, Alan Michael (1994) Voyage To The Great Attractor: Exploring Intergalactic Space Knopf, New York,  (ISBN 0-394-58899-1)
2. ↑  Rolfes, Steven, Cincinnati Landmarks, Arcadia Publishing, 29 octobre 2012, 54 p. (ISBN 9780738593951, lire en ligne)
3. ↑  "The Morphs" Durham University, United Kingdom
4. ↑  "Committee Membership Information" United States National Academy of Sciences